# Allainville, Eure-et-Loir
Allainville är en kommun i departementet Eure-et-Loir i regionen Centre-Val de Loire i norra Frankrike. Kommunen ligger i kantonen Dreux-Ouest som tillhör arrondissementet Dreux. År 2022 hade Allainville 153 invånare.

## Befolkningsutveckling
Antalet invånare i kommunen Allainville
Referens:INSEE